# ماريا كارمين باريا
ماريا كارمين باريا (بالإسبانية: María Carmen Barea)‏ هي لاعب هوكي الحقل إسبانية، ولدت في 5 أكتوبر 1966 في مالقة في إسبانيا.

## وصلات خارجية
- ماريا كارمين باريا على موقع اللجنة الأولمبية الدولية (الإنجليزية)
- ماريا كارمين باريا على موقع أوليمبيديا (الإنجليزية)
- ماريا كارمين باريا على موقع اللجنة الأولمبية الإسبانية (الإسبانية)